# Ribemont
Ribemont település Franciaországban, Aisne megyében. Lakosainak száma 1909 fő (2022. január 1.). Ribemont Châtillon-sur-Oise, Origny-Sainte-Benoite, Pleine-Selve, Séry-lès-Mézières, Sissy, Surfontaine, Thenelles és Villers-le-Sec községekkel határos.

## Népesség
A település népessége az elmúlt években az alábbi módon változott:
| Lakosok száma | 2152 | 2105 | 2227 | 2059 | 1967 | 1969 | 1982 | 1937 | 1914 | 1909 |
|               | 1968 | 1982 | 1990 | 2006 | 2013 | 2015 | 2017 | 2019 | 2020 | 2022 |